# قرار مجلس الأمن التابع للأمم المتحدة رقم 1966
قرار مجلس الأمن التابع للأمم المتحدة رقم 1966، الذي اعتمد في 22 ديسمبر 2010، بعد أن ذكر بالقرارات 827 (1993) و955 (1994) أنشأ المجلس، الآلية الدولية لتصريف الأعمال المتبقية للمحكمتين الجنائيتين لرواندا ويوغوسلافيا السابقة. كان هذا هو أخر قرار لمجلس الأمن تم اعتماده في عام 2010.
تم تبني القرار بأغلبية 14 صوتًا وامتناع واحد من روسيا، والتي نصت على أن المحاكم ستكون قادرة على استكمال عملها في المواعيد المتفق عليها وأن يكون هذا هو القرار النهائي في هذا الشأن. وقالت إن عمل المحكمتين يجب أن يكتمل بحلول عام 2014.

## القرار

### أعمال
بموجب الفصل السابع من ميثاق الأمم المتحدة، أنشأ المجلس الآلية الدولية لتصريف الأعمال المتبقية للمحكمتين الجنائيتين مع تاريخين لبدء العمل في 1 يوليو 2012 و1 يوليو 2013 للمحكمة الجنائية الدولية لرواندا والمحكمة الجنائية الدولية ليوغوسلافيا السابقة على التوالي. كما تم تبني قانون خاص بالآلية التي ستتضاءل وظائفها تدريجياً بمرور الوقت. تم حث المحكمتين على استكمال جميع الأعمال المتبقية بحلول 31 ديسمبر 2014 نحو الانتقال إلى الآلية. وحث المجلس المحاكم والآلية على بذل كل جهد لإحالة القضايا التي لا تتعلق بأكبر قدر من المسؤولية عن الجرائم إلى السلطات القضائية الوطنية المختصة.
وقرر المجلس كذلك أن الآلية ستستمر في الولاية القضائية والحقوق والوظائف والالتزامات الخاصة بالمحكمتين وطُلب من الأمين العام بان كي مون تقديم مشروع القواعد الإجرائية والأدلة للآلية بحلول 30 يونيو 2011. كان من المقرر أن تعمل الآلية لفترة أولية مدتها أربع سنوات من تاريخ البدء الأول وسيتم مراجعة التقدم المحرز بانتظام.